# Colonia San Rafael
La colonia San Rafael está ubicada en la alcaldía Cuauhtémoc, delimitada por el Circuito interior al poniente, Avenida de los Insurgentes al oriente, Avenida Sullivan al sur y la avenida Ribera de San Cosme al norte.
En tiempos prehispánicos esta zona estaba cubierta por el lago, aunque ya solo una parte en el siglo XVII, mientras en el resto había huertas, el acueducto de La Verónica –uno de los dos que abastecía de agua potable a la ciudad–, la iglesia de San Cosme y la Capilla del Calvario.
Fue a fines del siglo XIX cuando la ciudad desbordó sus límites y se extendió hacia el poniente sobre haciendas y ranchos, donde se hicieron los tívolis –jardines recreativos con restaurantes y otros servicios– para los que se aventuraban a salir de la ciudad y tomaban los trenes del Circuito baños en dirección a las albercas y baños modernos; en el hoy Parque de la Madre estuvo la Estación Colonia, de donde partían los trenes hacia el norte y oeste del país; mientras por San Cosme circulaba un trencito de mulas.
La colonia San Rafael nació en 1891 como ampliación de la de los Arquitectos (1859) y se pobló rápidamente de sur a norte y de oriente a poniente casi al mismo tiempo que la Santa María, en parte del rancho El Cebollón. En lo que hoy es Circuito interior corría el río del Consulado, la calzada y el acueducto de La Verónica con su bella fuente barroca de la Tlaxpana, absurdamente demolidos en 1879, cuando se introdujo el agua potable a través de tuberías de plomo.
Fue de las primeras colonias consideradas modernas, con traza de cuadrícula, usada después en otras, lo único que no la sigue son las diagonales de la Capilla del Calvario (G. Prieto y G. Farías). También se usó el pan coupé –corte a 45°– en las esquinas, pero no las avenidas con camellones arbolados, glorietas o parques de las colonias elegantes.
Los nombres de las calles eran rutas tradicionales como la Calzada de La Verónica, Ferrocarril de Toluca (James Sullivan), o bien Artes e Industria, los cuales se cambiaron por los de personajes de la época como Gabino Barreda, Guillermo Prieto, Ignacio M. Altamirano o Tomás Alva Edison. 
En el número 18 de la calle Gabino Barreda, a un costado del Mercado de San Cosme, vivió la artista surrealista española Remedios Varo, quien se exilió en México desde 1941 debido a la ocupación nazi de la capital francesa en la Segunda Guerra Mundial. La pintora inglesa nacionalizada mexicana, Leonora Carrington, también vivió en la Colonia San Rafael, entre las calles Rosas Moreno y Antonio Caso. Fue en esta colonia donde ambas se conocieron y comenzó su amistad y colaboración artística.
La tradicional arquitectura de esta colonia se ha transformado debido a procesos de gentrificación. Los edificios son un indicador de una transformación debida a la especulación inmobiliaria, pues muchos se han sustituido, modificado o descuidado, y los lotes han sido fraccionados. El mercado inmobiliario ha encontrado un caldo de cultivo adecuado en la colonia gracias a su ubicación privilegiada entre Avenida Paseo de la Reforma, Avenida de los Insurgentes y el circuito interior al tiempo que goza de servicios de transporte público como el metro y metrobús, el sistema de ecobici y el desarrollo de nuevas ciclovías que dotan a la colonia de amplias opciones de movilidad.
Con todo ello la colonia conserva buena parte de sus construcciones originales que conviven con edificios de departamentos de reciente creación. Esta combinación la han hecho atractiva para nuevos habitantes cuya demanda de servicios ha generado nuevos establecimientos comerciales aumentando la diversidad de la colonia.
Calles como Francisco Pimentel y Francisco Díaz Covarrubias contienen algunas de las casonas mejor conservadas. 
Límites: Limitada hacía al norte por avenida Ribera de San Cosme; al oriente por la Avenida Insurgentes Centro; al sur por la calle James Sullivan y la avenida Parque Vía; y al poniente por el Circuito Interior Calzada Melchor Ocampo. 

## Sitios de interés
| Nombre                                     | Imagen | Descripción |
| ------------------------------------------ | ------ | --- |
| Parroquia de los Santos Cosme y Damián     |        | Es un templo católico ubicado en la calle Serapio Rendón número 5. Fue construida a finales del siglo XVII, aunque su fundación data de mediados del siglo XVI. |
| Teatro San Rafael                          |        | Está localizado en la calle de Virginia Fábregas # 40 entre Alfonso Herrera y Cda. Joaquín García Icazbalceta. fue construido por el actor y productor Manolo Fábregas como un proyecto para construir un teatro desde los cimientos y que funcionara con todos los adelantos técnicos, para mejorar sus producciones y proporcionar grandes comodidades al público y a los actores. Fue inaugurado el 15 de mayo de 1977 |
| Jardín del Arte                            |        | Está ubicado a espaldas del Monumento a la Madre. Los domingos diversos pintores exponen y venden sus obras al público. |
| Monumento a la Madre                       |        | Es una construcción en honor a las madres mexicanas ubicado en Ciudad de México, inaugurado el 10 de mayo de 1949. Fue parcialmente destruido el 19 de septiembre de 2017 tras un sismo de magnitud 7.1° en la escala de Richter que sacudió a la Ciudad de México. |
| Cementerio Nacional de la Ciudad de México |        | Ubicado en la calle Virginia Fábregas N.º 31, fue establecido en 1851 por el Congreso de los Estados Unidos para reunir en su interior los restos de los soldados estadounidenses caídos en la Intervención estadounidense en México de 1847, así como para proveer un espacio de entierro para los estadounidenses muertos en las cercanías. Abierto al público con un horario de 8:00 a. m. a 5:00 p. m. Cabe mencionar que cuando el cementerio se encuentra abierto, un miembro del personal está de guardia en la construcción de los visitantes para responder a preguntas de turistas y de acompañante a familiares a las tumbas y los sitios conmemorativos. |
| Cine Ópera                                 |        | Fue inaugurado el 11 de marzo de 1949. Fue uno de los cines más populares de la capital mexicana durante varias décadas. actualmente abandonada. |
| Museo Experimental El Eco                  |        | Inaugurado en 1953, se enfoca tanto al arte contemporáneo interdisciplinario, como al relacionado con el trabajo de Mathias Goeritz, creador del museo. |
| Otros lugares de interés                   |        | - Asociación Nacional de Actores (ANDA) - Teatro Juárez - la iglesia de San Rafael - Privada Blanca - Instituto Mexicano de la Juventud (IMJUVE) |

## Residentes célebres
- Leonora Carrington (1917-2011) Pintora surrealista y escritora de origen Británico. Vivió en el edificio Gregoire du Wollant, en Antonio Caso 110, esquina con Rosas Moreno[4]
- Emilio Dondé Preciat (1849-1905) Destacado arquitecto e ingeniero, originario de Campeche. Vivió en  Donato Guerra 1464[5]
- Rafael Dondé Preciat (1832-1911) Abogado y filántropo, a su muerte creó la fundación de asistencia que lleva su nombre. Vivió en  Donato Guerra 1464[5]
- Renato Leduc (1897-1986) Periodista, escritor y poeta. Vivió en el edificio Gregoire du Wollant, en Antonio Caso 110, esquina con Rosas Moreno[6]
- Ramón Rodríguez Arangoiti (1831-1882) Destacado arquitecto y arqueólogo, vivió y murió en la calle de las Artes número 4, actual Antonio Caso
- Remedios Varo (1908-1963) Pintora surrealista, escritora y artista gráfica de origen español. Vivió en la calle de Gabino Barreda 18[7]